# 新十津川物語
『新十津川物語』（しんとつかわものがたり）は、川村たかしの小説、またそれを原作とするテレビドラマ。

## 概要
川村たかし作の児童小説で、1977年から1988年にかけて、単行本全10巻が偕成社から刊行された。イラストは鴇田幹による。産経児童出版文化賞大賞、第29回日本児童文学者協会賞受賞。
1993年には舞台となった北海道新十津川町に、本作にちなんだ「新十津川物語記念館」が開設されている。また新十津川町ふるさと公園と十津川村役場前にはそれぞれ移住後の17歳の姿と移住前の9歳の姿をイメージした本作の主人公・津田フキの銅像が設置されている。

## あらすじ
1889年の十津川大水害で両親を失った津田フキは、兄とともに新天地を求め、北海道開拓に向かう2600人の集団の一人として、自然や大地と格闘し生命力をもらいながら新十津川村を開拓する、第一世代の住民となる。そして、過酷な自然と運命に翻弄されるフキの80年近い人生を描きつつ、フキの子供時代や子・孫・曽孫、波乱万丈の日本の近代を生き抜いた様々な人々の姿を描く。

## 刊行書籍
|    | 副題               | 単行本     | 文芸版     | 偕成社文庫版 |
| -- | ------------------ | ---------- | ---------- | ------------ |
| 1  | 北へ行く旅人たち   | 1977年12月 | 1990年10月 | 1992年5月    |
| 2  | 広野の旅人たち     | 1978年10月 | 1990年10月 | 1992年5月    |
| 3  | 石狩に立つ虹       | 1980年1月  | 1990年11月 | 1992年5月    |
| 4  | 北風にゆれる村     | 1981年3月  | 1990年11月 | 1992年5月    |
| 5  | 朝焼けのピンネシリ | 1983年6月  | 1990年11月 | 1992年5月    |
| 6  | 雪虫の飛ぶ日       | 1984年12月 | 1990年12月 | 1992年5月    |
| 7  | 吹雪く大地         | 1986年1月  | 1990年12月 | 1992年9月    |
| 8  | 燃える海山         | 1987年5月  | 1990年12月 | 1992年9月    |
| 9  | 星の見える家       | 1987年12月 | 1990年12月 | 1992年9月    |
| 10 | マンサクの花       | 1988年12月 | 1990年12月 | 1992年9月    |

この他、1987年には取材記録集『十津川出国記』（北海道新聞社）が出版されている。

## テレビドラマ
1991年から1992年にかけて、「明治編」「大正編」「昭和編」各2部（全6回）が、NHK総合テレビジョン「土曜ドラマ」にて放送された。
撮影は1990年12月に丸瀬布町にて雪の中無蓋貨車に乗せられ鉄道で入植地へと向かう主人公と移民達のシーンからクランクインし、舞台となる新十津川町内の原野や千歳市の原生林に小屋のオープンセットを立てての撮影や、旭川・夕張・歌志内・千歳・北海道開拓の村・函館・稚内・富良野など道内12市町村の他新宿・立川・秩父といった関東でも撮影を展開、1992年6月に現代パート内で主人公の玄孫檜山ユカリがサハリンを望みながら主人公達の生きた戦後に思いを馳せる宗谷岬でのシーンでクランクアップとなった。
2018年4月から7月には、北海道命名150年にちなみNHK総合テレビジョンの北海道ローカル枠「北海道LOVEテレビ」にて再放送された。

### キャスト
明治編
- 津田/中崎フキ - 斉藤由貴[4]
- 津田フキ（子供時代） - 尾羽智加子[4]
- 津田照吉（明治時代） - 江口洋介
- 中崎豊太郎 - 小西博之
- 杉村市之進 - 三浦浩一
- 花田たつの - 未來貴子
- 庄吾 - レオナルド熊
- 平作 - 大竹まこと
- 中垣芳太郎 - 螢雪次朗
- 中垣楽 - 岡本麗
- 玉置文一 - 深水三章
- とく - 沢田和美
- 中崎ゆき - 桜井幸子
- 花田茂男 - 九十九一
- 野崎正道 - 木下浩之
- 野崎民江 - 渡辺祐子
- 玉置直一 - 新井つねひろ
- 花田タミ - 大川万裕子
- 花田茂男（少年時代） - 長野克弘
- 看守 - 西田静志郎、真木仁
- 中垣しげ - 加藤まどか
- 直一の祖母 - 森康子
- 婦人 - 大橋英子
- フキの母 - 中村由起子
- 留吉 - 佐野浅夫
- 吉田 - 斉藤晴彦
- 中崎しな - 姿晴香
- 中崎菊次 - 西岡徳馬
- 前田恭之助 - 林隆三（大正編にも出演）[4]
- 中崎りえ - 明日香理恵

大正編
- 中崎/吉永/栃谷あや（フキの長女） - 若村麻由美[4]
- 中崎フキ（老年） -  倍賞美津子（昭和編にも出演）[4]
- 中崎庄作 - 柳沢慎吾[4]
- 吉永吾郎 - 阿部寛
- 中崎豊彦 - 香川照之
- 河瀬 - 三波伸一
- 市子 - 田中由美子
- 野田光一 - 小磯勝弥
- 栃谷あい - 大塚露那（第1部）・飯塚雅弓（第2部）
- 栃谷和彦 - 服部賢悟
- 花田たつの - 樫山文枝
- 栃谷和三郎 - 新藤栄作

昭和編
- 栃谷/花房あい（フキの孫） - 富田靖子[4]
- 花房晴男 - 川野太郎
- 野田光一 - 益岡徹
- 中崎康子 - 小林綾子[4]
- 栃谷和三郎 - 津村鷹志
- 栃谷和彦 - 渡浩行
- 中崎市子 - 曽川留三子
- 剛 - 松田洋治
- 玉木直之 - 矢野武
- 中崎庄作 - 平田満[4]
- 森 - 高品格
- 栃谷あや - 松本留美[4]
- 豊彦 - 若松武
- 里美 - 谷川みゆき
- 菊松 - ト字たかお
- 花房奈美 - 清水真実
- 鈴井貴之[6]

現代パート
- 檜山ユカリ（フキの玄孫） - 斉藤由貴
- 老女 - 桜むつ子（栃谷あや）、大路三千緒（栃谷あい）

### スタッフ
- 原作 - 川村たかし「新十津川物語」より
- 脚本 - 冨川元文
- 音楽 - 堀井勝美
- 演奏 - Cカンパニー
- 時代考証 - 小木新造、田中彰、桑原真人
- 擬闘 - 林邦史朗
- 協力 - 北海道新十津川町
- 資料提供
  - 全編 - 北海道開拓の村（昭和編第1部まで）
  - 明治編 - 恵庭営林署・小樽市（第1部）
  - 大正編 - 稚内市・夕張市（全編）、北海道立滝川畜産試験場（第1部）、歌志内市（第2部）
  - 昭和編 - 旭川市・函館市・稚内市
- 方言指導 - 嵯峨野れい（明治・大正編 十津川弁指導）、曾川留三子（大正編第1部 北海道弁指導）
- 習字指導 - 望月暁云、高野早苗（明治編）
- オペラ考証 - 鈴木としお（大正編第1部）
- 制作 - 山岸康則
- 美術 - 岡田正己、田坂光善（明治編第1部・大正編）、田中恒（明治編第2部）、藤井俊樹（昭和編）
- 技術 - 京谷道雄（明治編第1部）、菊地勝美（明治編第2部・大正編第1部）、小林稔（大正編・昭和編）
- 音響効果 - 萩野勝男
- 撮影 - 浪川喜一（明治編・大正編第1部・昭和編）、佐々木達之介（大正編第2部）
- 照明 - 渡辺恒一
- 音声 - 佐藤登喜雄
- 映像技術 - 堀尾知三（大正編第1部・昭和編第1部）、山村恵一（大正編第2部、昭和編第2部）
- 記録・編集 - 城島純一
- 演出 - 江口浩之（明治編・大正編第1部、昭和編第2部）、秋山茂樹（大正編第2部）、山本秀人（昭和編第1部）

### 放映リスト
いずれも土曜19:30 - 21:00に放送。
| 話数 | 放送日         | サブタイトル                   |
| ---- | -------------- | ------------------------------ |
| 1    | 1991年 10月5日 | 明治編・第1部 北へ行く旅人たち |
| 2    | 10月12日       | 明治編・第2部 大地に立つ       |
| 3    | 1992年 5月2日  | 大正編・第1部 母よ、娘よ       |
| 4    | 5月9日         | 大正編・第2部 裸足の女たち     |
| 5    | 9月19日        | 昭和編・第1部 女のいくさ       |
| 6    | 9月26日        | 昭和編・第2部 時の彼方へ       |